# تاتسوهيرو ساكاموتو
تاتسوهيرو ساكاموتو (باليابانية: 坂元 達裕) (مواليد 22 أكتوبر 1996) هو لاعب كرة قدم ياباني.

## وصلات خارجية
- تاتسوهيرو ساكاموتو على موقع رابطة كرة القدم اليابانية للمحترفين (اليابانية)
- تاتسوهيرو ساكاموتو على موقع قاعدة بيانات كرة القدم.إي يو (الإنجليزية)
- تاتسوهيرو ساكاموتو على موقع ناشيونال فوتبول تيمز (الإنجليزية)
- تاتسوهيرو ساكاموتو على موقع Soccerway.com (الإنجليزية)
- تاتسوهيرو ساكاموتو على موقع عالم كرة القدم.نت (الإنجليزية)